# 7EAO同盟
7EAO同盟（セブンイーエーオーどうめい、英語: 7 EAO Alliance）はミャンマーの7つの民族武装組織からなる同盟である。

## 経緯
7EAO同盟は、ヨートスックがシャン州復興評議会 (RCSS)、新モン州党 (NMSP)、アラカン解放党 (ALP)、パオ民族解放機構 (PNLO)、ラフ民主同盟 (LDU)、民主カレン慈善軍 (DKBA)、カレン民族同盟/カレン民族解放軍平和評議会 (KNU/KNLA-PC)からなる7つの全国停戦合意 (NCA)署名勢力を結集させたものである。7EAO同盟が追求する目標には、フェデラル民主連邦の設立、政治的対話による平和の促進、ステークホルダーとの交渉への参加、国家の政治危機への対処などが含まれる。7EAO同盟は2024年3月18日に結成された。